# 오이시 쓰구토시
오이시 쓰구토시(일본어: 大石 治寿, 1989년 9월 25일 ~ )는 일본의 축구 선수이다.

## 구단 경력
그는 2014년부터 2022년까지 J리그의 후지에다 MYFC, 도치기 SC, 레노파 야마구치 FC, SC 사가미하라에서 활동하였다.